# Дженкинс, Дэвид (легкоатлет)
Дэвид Дженкинс (англ. David Jenkins; род. 25 мая 1952, Пуэнт-а-Пьер, Тринидад и Тобаго) — британский легкоатлет, олимпийский медалист.

## Биография
Дженкинс родился в Пуэнт-а-Пьер, Тринидад и Тобаго, Британская Вест-Индия, в семье управляющего нефтеперерабатывающим заводом.
Дженкинс получил образование в Эдинбургской академии, где преуспел в спорте. С 1970 по 1973 год он учился в Эдинбургском университете (1970—1973), где работал подмастерьем Британской нефтяной промышленности. он получил степень бакалавра в области химической инженерии. Затем он продолжил обучение в Университете Хериот-Уотта в Эдинбурге, где получил диплом аспиранта в области управления бизнесом и маркетинга (1974).
В 1976 году Дженкинс получил стипендию от Мемориального фонда Уинстона Черчилля. Его проект назывался «Общественное спортивное участие и обеспечение», и стипендия позволила ему посетить Соединенные Штаты и Западную Германию. Дженкинс был в течение нескольких лет в начале 2000-х годов представителем США в Академическом клубе Эдинбургской академии.